# Collège d'enseignement moyen
Collège d'enseignement moyen (CEM), en arabe : طور التعليم المتوسط, aussi appelé enseignement moyen en Algérie, est une étape d'enseignement, durant quatre ans après les cinq ans de l'enseignement primaire. À la fin de la scolarité et après un examen final ouvrant droit à l’obtention d’un diplôme appelé brevet d’enseignement moyen, l'élève est admis automatiquement en 1re année secondaire (lycée).